# Мухаммед II ибн Ахмед аль-Майит
Абу-ль-Гараник Мухаммед ибн Ахмед аль-Майит (или Мухаммед II, араб. أبو الغرانيق محمد الثاني بن أحمد‎) — эмир Ифрикии из династии Аглабидов (864—875).
Мухаммад стал преемником своего дяди Зиядет-Аллаха II (863—864), унаследовав от своих предшественников стабильное и процветающее государство. Мухаммад прослыл большим ценителем вина и охоты и окружил себя роскошью. Его царствование было отмечено завоеванием Мальты и рейдами в материковую часть Италии, которые вынудили Папу Римского Иоанна VIII уплачивать арабам дань.
К концу его правления караван паломников из Мекки принес в Ифрикию чуму - эпидемия и последовавший голод привели к тяжелой депопуляции и ослаблению государства.
Мухаммаду наследовал его брат Ибрахим II ибн Ахмед (875-902).